# Biserica Sf. Vasile din Dumbrăvița

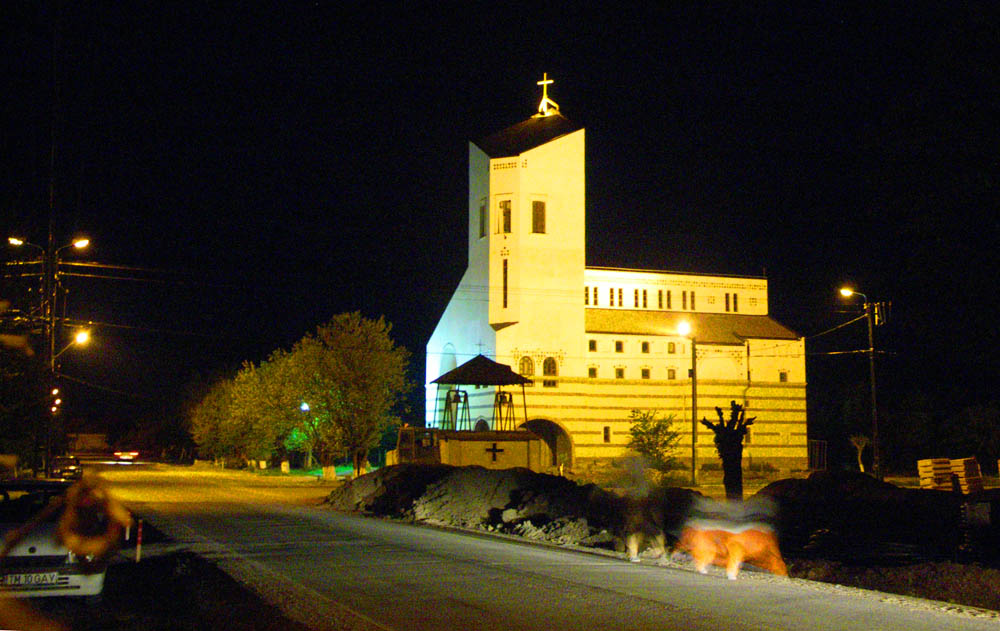
Noua biserică ortodoxă, în nocturnă, 2007

Biserica Sfântul Vasile din Dumbrăvița este lăcașul de cult al comunității ortodoxe din satul Dumbrăvița, Timiș. Construcția este un exemplu semnificativ de arhitectură sacrală modernă, cu rădăcini în arhitectura bizantină veche din România. Biserica este ctitoria întregii comunități, sprijinită de un număr însemnat de sponsori din interiorul și exteriorul ei. Piatra de temelie a fost așezată în 1996 iar construcția a fost inaugurată în anul 2005. Interiorul ei este în curs de amenajare.

## Istoric

Sfinţirea locului pentru biserica ortodoxă, 26 iunie 1996

Piatra de temelie a fost așezată în 1996 iar construcția a fost inaugurată în anul 2005. Interiorul a fost înzestrat cu lucrări de artă care combină spiritul tradițional cu cel modern, înoitor. Bolta cu candelabru a fost ridicată în 2012 iar iconostasul a fost montat în 2013. Amândouă lucrările sunt create de unul dintre cei mai apreciați artiști de artă creștină din România, Marian Zidaru.

### O Românie Mare în miniatură
Comunitatea românească ortodoxă s-a închegat în perioada interbelică prin colonizarea mai multor familii de români din diverse părți ale țării. În sat sunt români veniți în 1923 din Toracul Mare și Toracul Mic în Banatul Sârbesc, refugiați din Ținutul Herța, Bucovina de Nord, Basarabia, Transnistria și Cadrilater în timpul celui de-al doilea război mondial. După război, in urma procesului de colectivizare fortata din Romania , in localitatea Dumbravita  s-au așezat în sat,  români din Ardeal, Bucovina și din alte părți ale țării formând aici o Romanie Mare în miniatură.

### Istoricul parohiei
Bazele primei comunități ortodoxe au fost puse în 1928 când preotul Traian Barzu a strâns comunitatea într-o filie a parohiei Cerneteaz. Primul preot sfințit în parohie a fost Atanasie Reja, învățător din Gaiu Mic, în 1933. Cu această ocazie comunitatea a primit din partea statului român un corp din grădinița din sat pe care au transformat-o în capelă. Aceasta au folosit-o românii pâna la ridicarea și sfințirea primei biserici ortodoxe, în anul 2005.

### Ridicarea bisericii
Proiectul ridicării unei biserici pentru românii din Dumbrăvița a fost pornit la IPROTIM între anii 1976-78. Autorul proiectului este profesorul arhitect Nicolae Dancu. Planul de a ridica o biserică ortodoxă în Dumbrăvița a stagnat până după revoluția din decembrie 1989. În 1995 a fost numit în parohie un nou preot, Vasile Baboș, care a reluat proiectul împreună cu arhitectul, actualizându-l și adaptându-l la necesitățile moderne. Piatra de temelie a fost pusă în 26 iunie 1996, iar locul a fost sfințit de mitropolitul Banatului, Nicolae Corneanu. Construcția a fost adusă într-un stadiu avansat de finisare în anii următori, fiind consacrată în 27 decembrie 2005 de episcopul vicar Lucian Mic. Interiorul este în prezent funcțional însă amenajarea interioară la un nivel artistic rămâne un deziderat de viitor.

## Imagini din interior

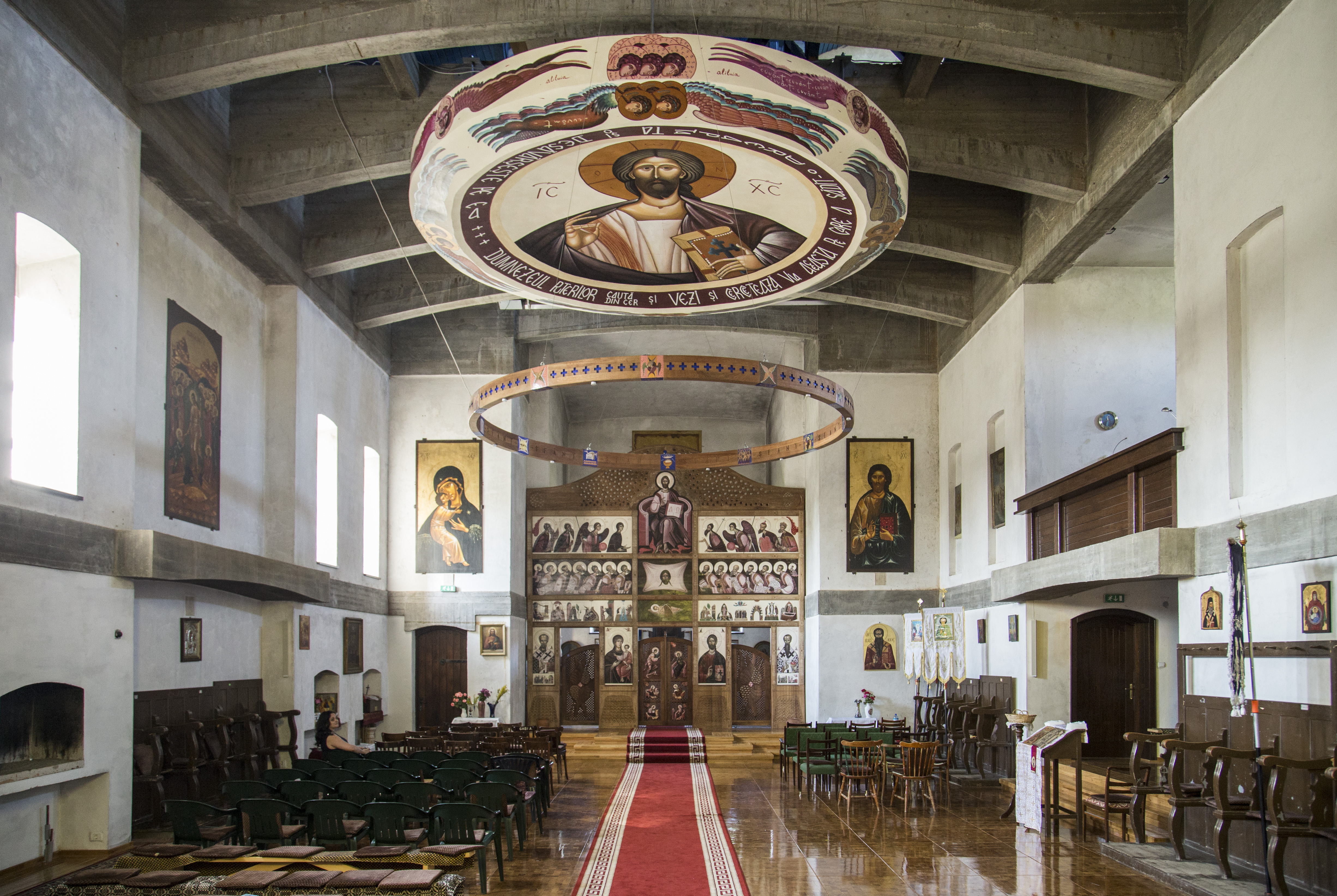
interiorul bisericii
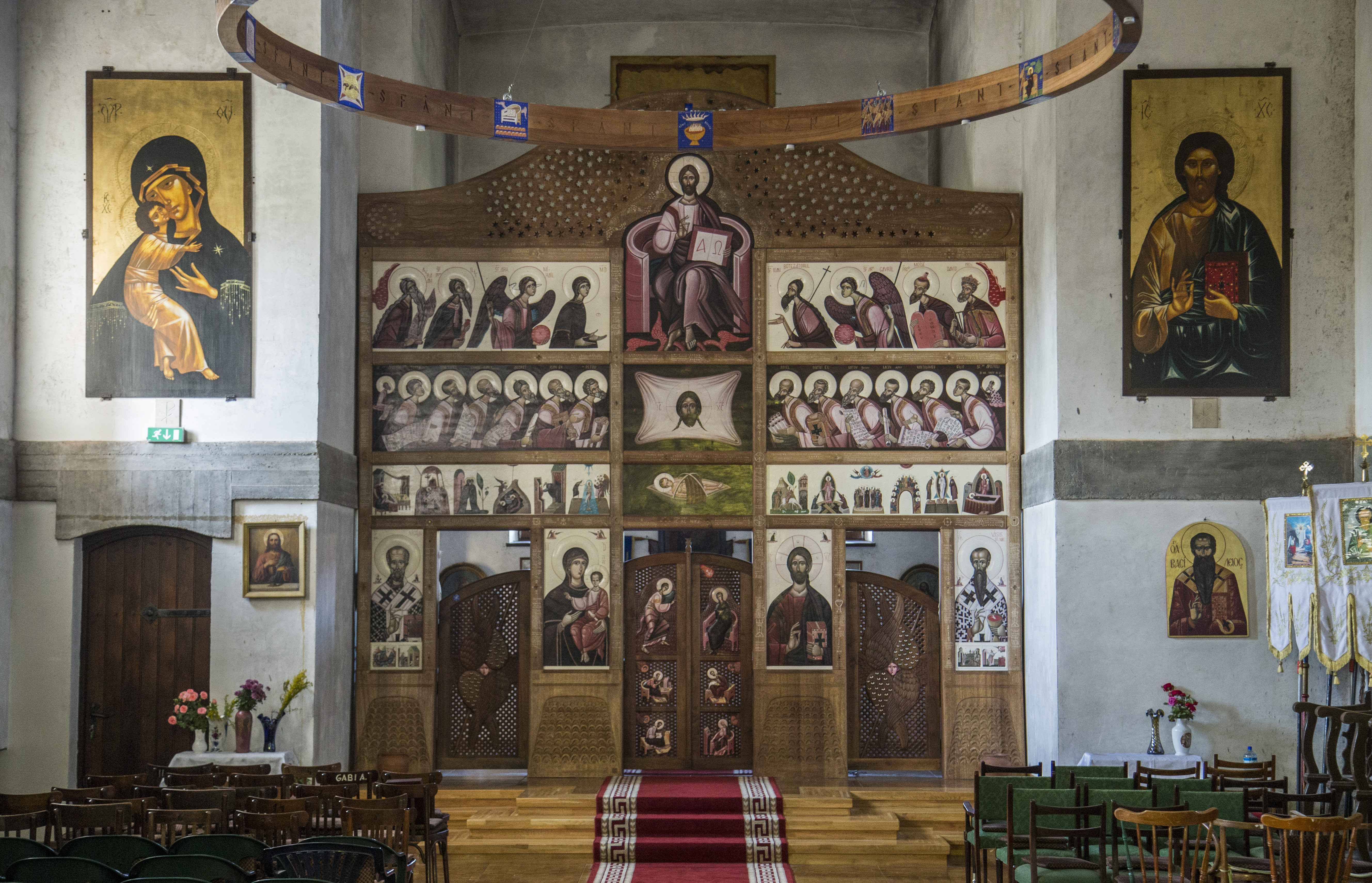
iconostasul
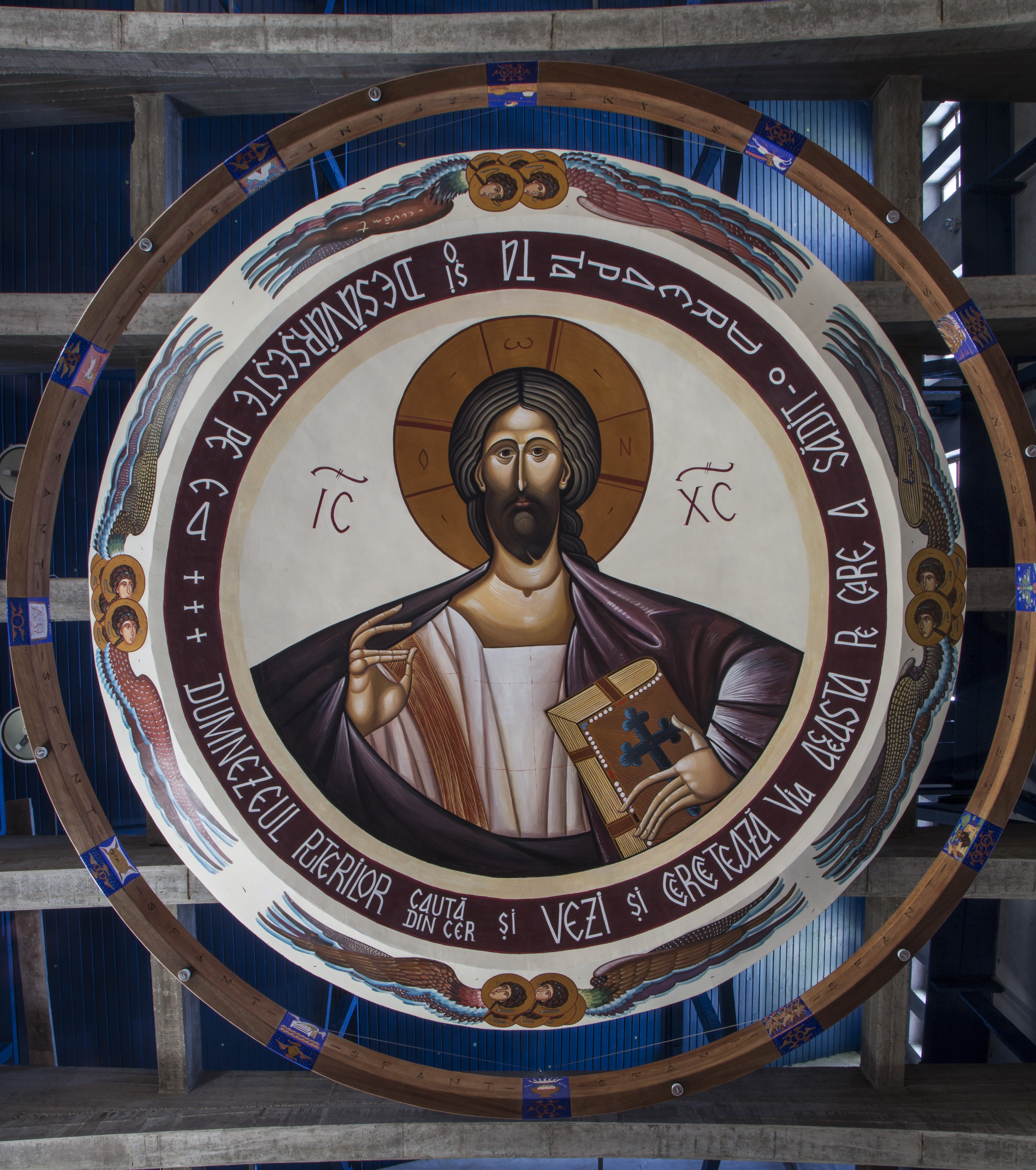
bolta cu candelabru
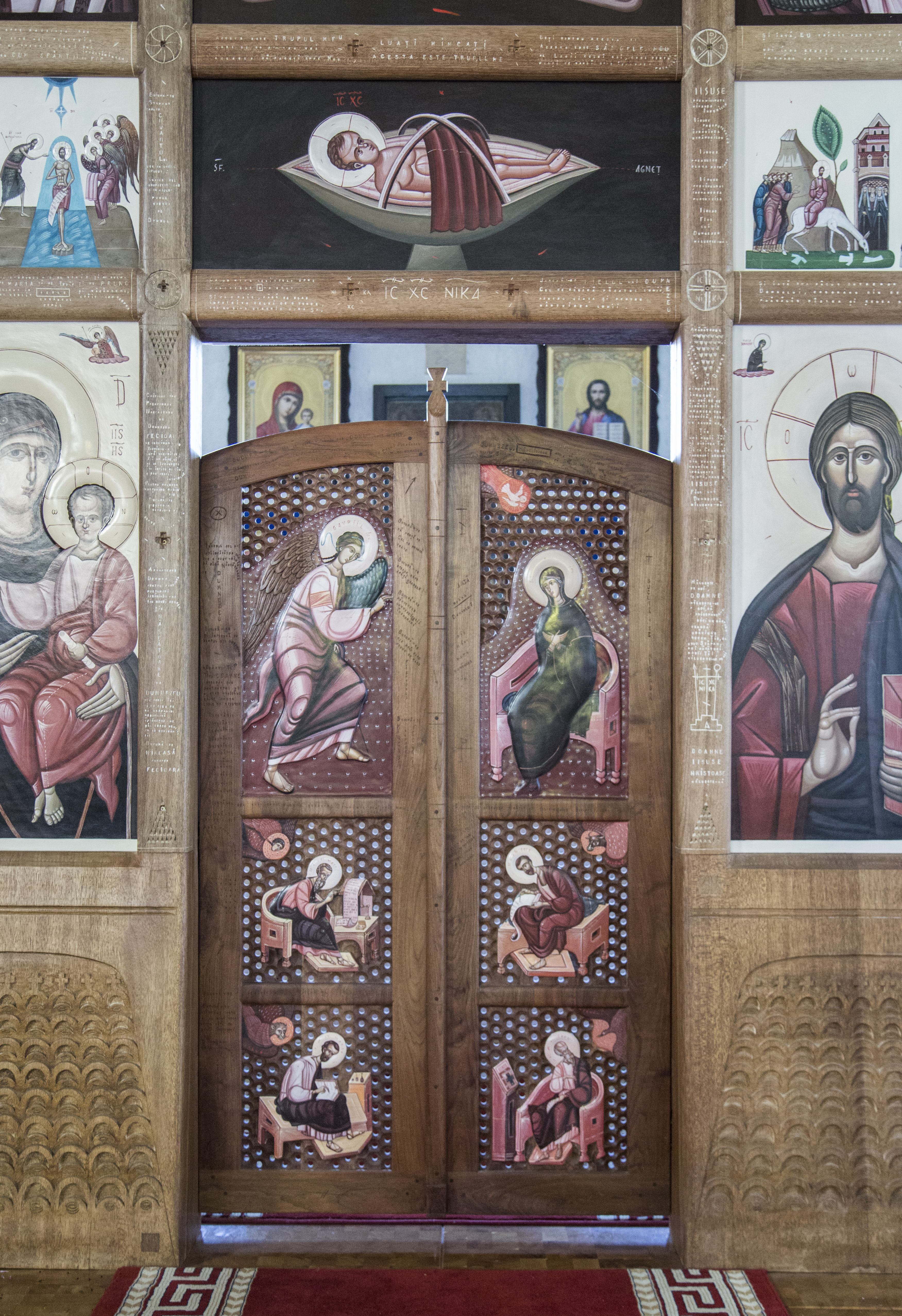
ușile împărătești